# Drevgarn

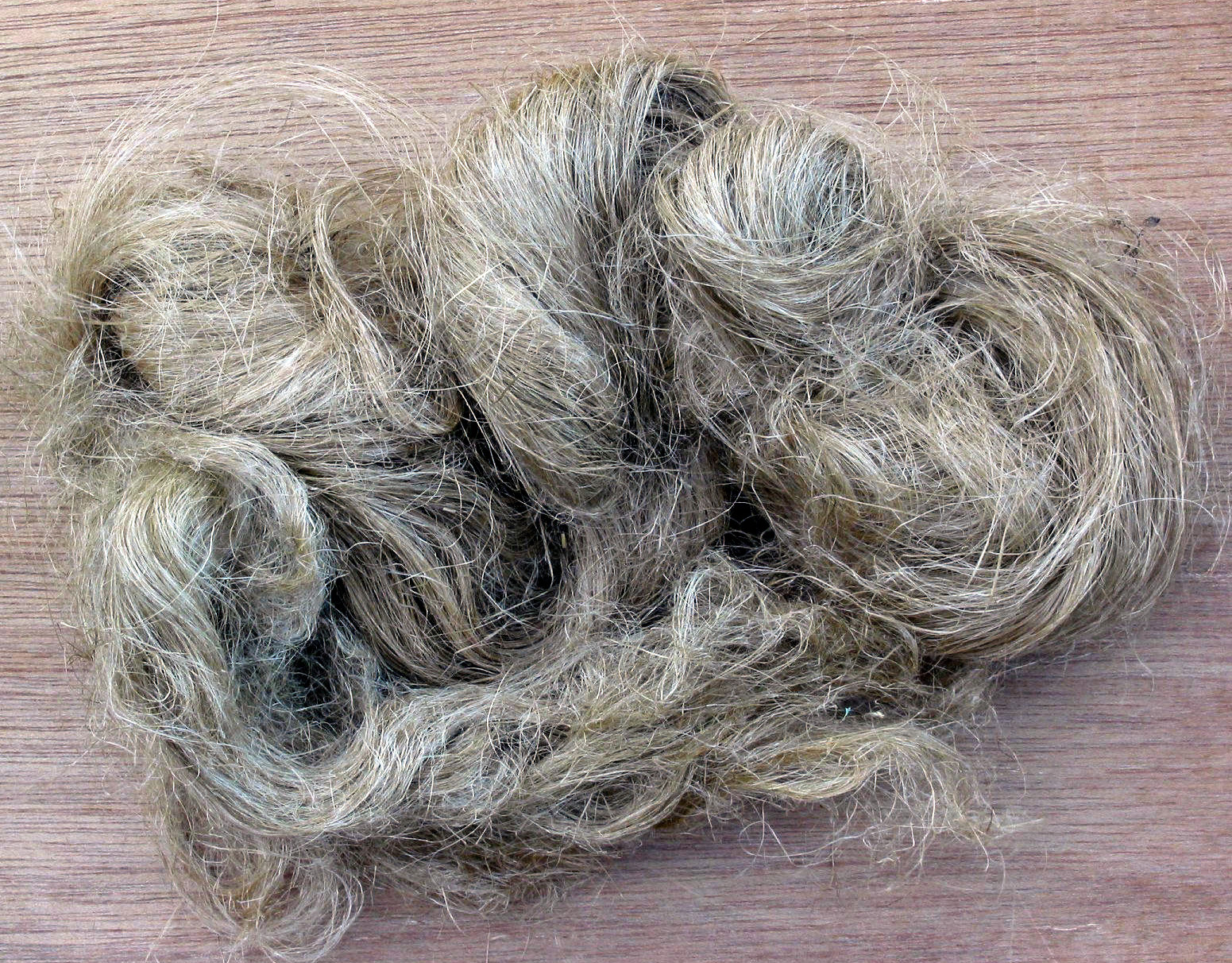
Drevgarn, här hampa

Drevgarn eller drev är garn av lin eller hampa som är impregnerat med trätjära. Att använda drevgarn till drevning av en kravellbyggd båt eller ett träfartyg är en historisk känd företeelse. Drevgarnet är tätningen i bordläggningens nåt och slås in stumt med drevjärn.
Drevgarn kan användas vid drevning av timrade byggnadsdelar i hus, samt till exempel vid montering av dörrar och fönster.